# Salka Weber

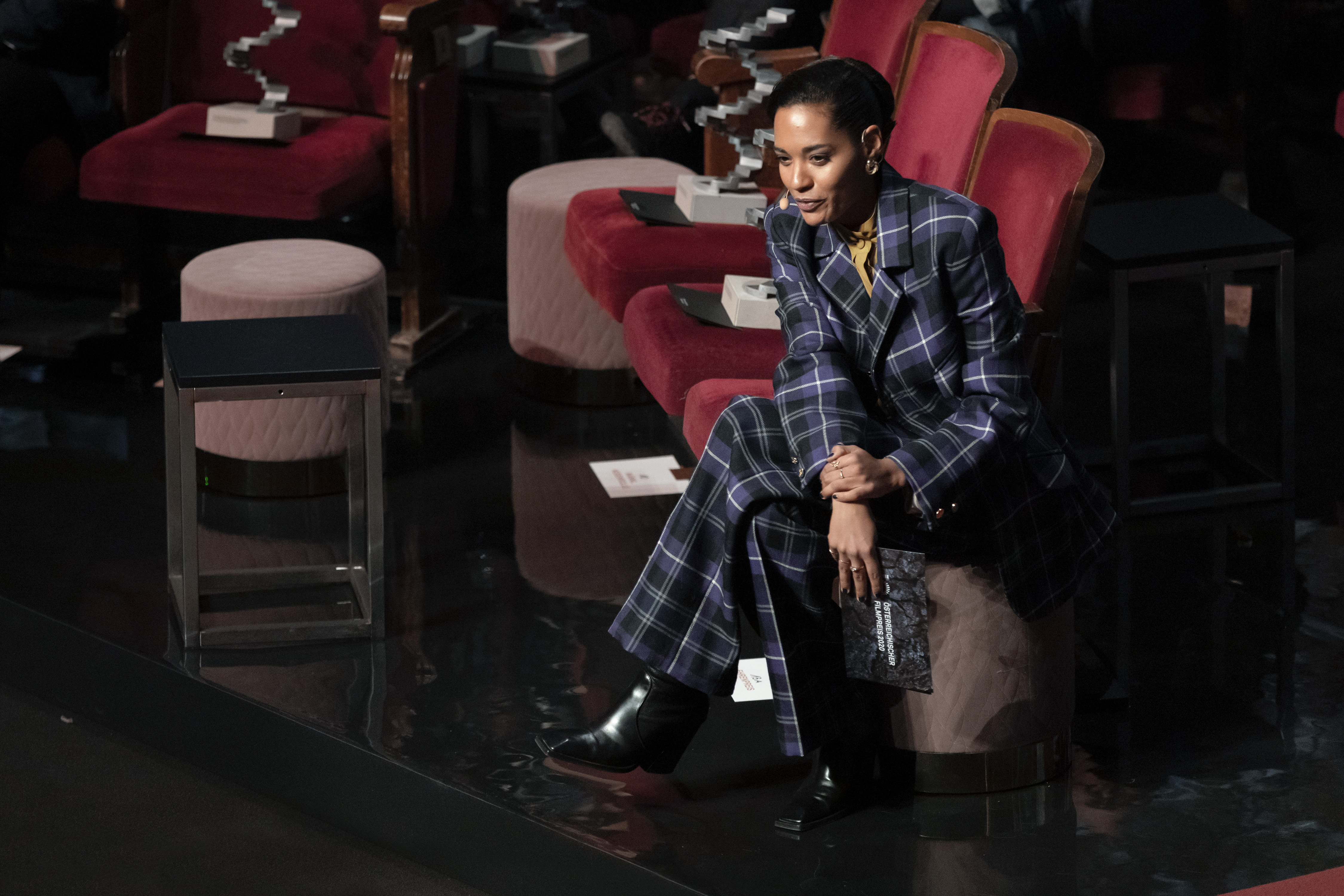
Salka Weber, Moderation des Österreichischen Filmpreises 2020

Salka Weber (* 1989 in Wien) ist eine österreichische Schauspielerin, Sängerin und Filmemacherin.

## Leben

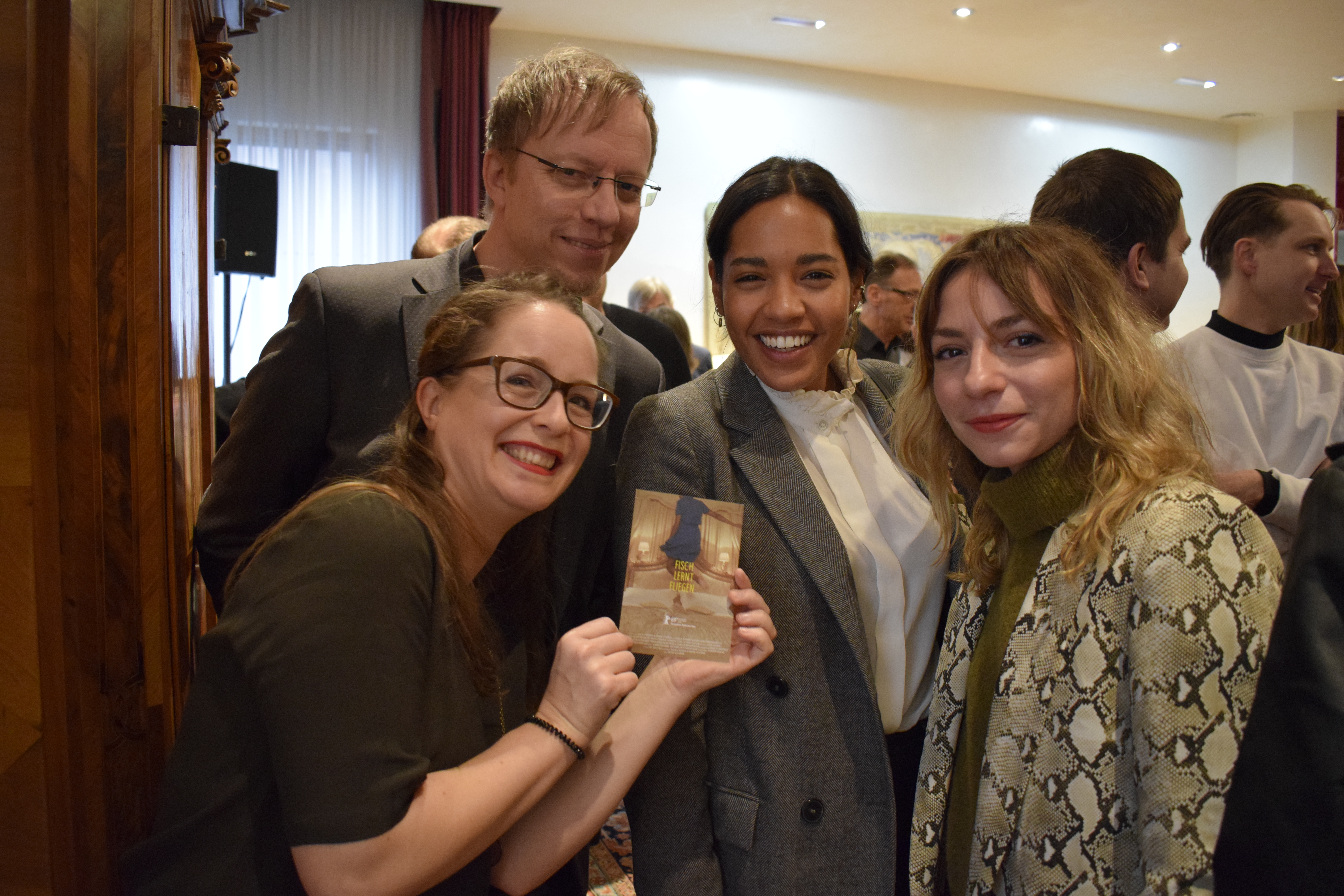
Salka Weber (Mitte) beim Berlinale-Empfang 2019 in der österreichischen Botschaft

Salka Weber war schon als Kind im Fernsehen und auf der Bühne zu sehen. Sie nahm unter anderem am Kiddy Contest 2001 teil und moderierte diverse ORF-Fernsehformate für Kinder.
Nach der Schulausbildung absolvierte sie ihr Tanz-, Gesangs- & Schauspielstudium an der Musik und Kunst Privatuniversität der Stadt Wien. Bereits während ihrer Ausbildung spielte sie am Deutschen Theater München in Hairspray, anschließend in den Wiener Kammerspielen die europäische Uraufführung von Catch Me If You Can und an den Vereinigten Bühnen Wien in Mamma Mia!
Von 2015 bis 2017 war sie Ensemblemitglied am Theater in der Josefstadt. Dort sah man sie unter anderem in der Rolle der Elaine Harper in Arsen und Spitzenhäubchen, als Missy in Winter Wonderettes und als Addie in Die kleinen Füchse. In der Produktion Gefährliche Liebschaften spielte sie in der Wiener Galerie im Ersten die Rolle der Madame de Tourvel, die Produktion wurde 2015 in der Kategorie Beste Off-Produktion für einen Nestroy-Theaterpreis nominiert.
2016 gründete sie gemeinsam mit Alexander Pschill, Kaja Dymnicki und Julia Edtmeier das Bronski & Grünberg Theater in Wien. Im Rahmen der Verleihung des Nestroy-Theaterpreises 2017 waren sie dafür für den Spezialpreis nominiert. Unter der Regie von Ruth Brauer-Kvam war sie dort 2018 als Gräfin in Wiener Blut zu sehen.
Weber wirkte auch in TV- und Spielfilm-Produktionen mit.
Im Februar 2019 feierte ihr Film Fisch lernt fliegen Premiere bei den Internationalen Filmfestspielen Berlin. Gemeinsam mit Deniz Cooper schrieb sie an dem Drehbuch, produzierte den Spielfilm und übernahm auch die Hauptrolle. Im Zuge der Diagonale feierte der Spielfilm im März 2019 seine Österreich-Premiere.

## Filmografie (Auswahl)
- 2012: Plötzlich Fett
- 2017: Stadtkomödie – Herrgott für Anfänger
- 2018: SOKO Donau – Die Wahrheit stirbt zuerst
- 2019: Fisch lernt fliegen
- 2020: SOKO Kitzbühel – Stalker
- 2020: Letzter Wille (Fernsehserie)
- 2021: Deadlines (Fernsehserie)
- 2021: Generation Beziehungsunfähig (Kinofilm)
- 2022, 2024: Oh Hell (Fernsehserie)
- 2023: Landkrimi – Dunkle Wasser (Fernsehreihe)
- 2024: Festmachen (Fernsehserie)
- 2024: Pfau
- 2024: Tatort: Deine Mutter (Fernsehreihe)
- 2024: Die Ironie des Lebens
- 2025: Alpentod – Ein Bergland-Krimi: Alte Wunden (Fernsehreihe)
- 2025: Alpentod – Ein Bergland-Krimi: Gemeinsame Ziele (Fernsehreihe)